# H.モーザー
H.Moser & Cie（エイチ モーザー アンド シー）は、スイス・シャフハウゼン州に本社を置くMoser Watch Holdingの腕時計ブランドである。

## 概要
高級機械式腕時計の設計・製造を専門とし、時計のムーブメントをひげゼンマイを含めて完全に自社で製造できるマニュファクチュールである。
三針やスモールセコンドのシンプルな時計の他にも、パーペチュアル・カレンダー、フライング・トゥールビヨン、ミニッツ・リピーターといったコンプリケーション時計を揃えている。
H.モーザーのムーブメント全般の特徴として、独自機構の秒針停止機能、調速機および脱進機を一度に交換できる「モジュール型脱進機」や、傘下のプレシジョン・エンジニアリング社との共同開発による、二つのひげゼンマイを組み合わせて姿勢差を補正する「シュトラウマン・ヘアスプリング」がある。
多くのモデルの文字盤には、フランス語で煙を意味する「フュメ (fumée)」と同社が呼ぶ、グラデーションのかかった塗装がされている。
いずれの製品も構成部品は、価格ベースで少なくとも95%以上がスイス製であるが(残る5%はワニ革のストラップ)、2017年のモデルからは文字盤に「Swiss Made」の表示をしなくなった。スイス製の部品が60%以上であれば表記を許される「Swiss Made」の基準のゆるさに対する抗議の意味があるという。

## 沿革

ル・ロックルにあった工房。

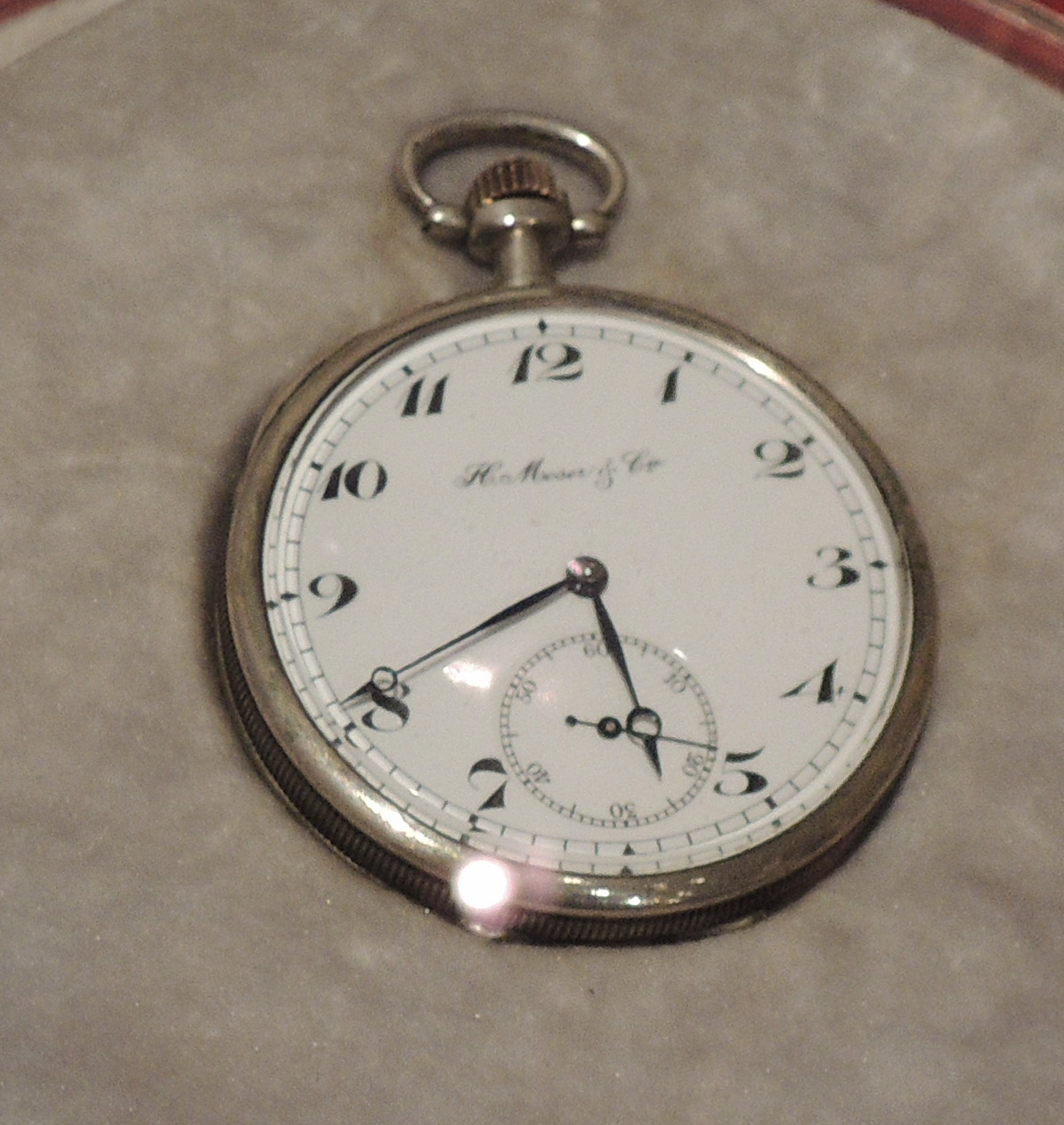
ロシア国立歴史博物館にて展示される、ウラジーミル・レーニンが所有していたH.モーザーの懐中時計。

H.モーザーは、スイス・シャフハウゼン生まれの時計師で実業家であるハインリヒ・モーザー(Heinrich Moser 1805-1874)が、1828年にロシアで設立した会社「H.Moser & Co」に由来する。翌1829年にはスイスのル・ロックルに時計工場を建てた。
1848年にハインリヒは、ロシアの会社の経営を人に任せるとシャフハウゼンに戻り、実業家として働いた。1868年、ハインリヒはアメリカ人のフロレンタイン・アリオスト・ジョーンズに工場と電力を貸与し、IWCの創業に協力した。
1874年にハインリヒが死去した後もロシアの事業は順調だったが、1917年に起きたロシア革命によって会社の財産は没収された。その後もスイスのル・ロックルで操業を続けていたものの、1970年代のクォーツショックのあおりを受けて、1979年に廃業した。
2002年、IWCで技術部長を務めたユルゲン・ランゲが、ハインリヒの曾孫ロジャー・ニコラス・バルジガーとともに「モーザー シャフハウゼンAG」を設立。約4年の開発期間を経て2006年に新作コレクションを発表し、H.モーザーは復活を果たした。2012年、スイス有数の時計師一族メイラン家の一人で、元オーデマ・ピゲCEOのジョージ・ヘンリー・メイランが率いるMELBホールディングが経営権を取得。2013年にMoser Watch Holdingへと改組し、ジョージ・ヘンリーの息子のエドゥアルド・メイランがCEOに就任した。
2021年現在、毎年ジュネーヴで催される高級時計見本市ジュネーブサロン（SIHH）を中心に新作を発表している。

## 特別モデル
2016年 - アップルウォッチ風デザインの「Swiss Alp Watch」を限定販売した。好評からその後も複数のバリエーションのAlp Watchを発表し、同社のレギュラー商品と化している。
2017年 - ケースがスイスチーズを練りこんだポリマーから作られた、“100%スイス製”の「Swiss Mad Watch」を発表した。使用チーズは金賞受賞のヴァシュラン・モン・ドールである。製造数は限定一本で、スイス建国日にちなんだ108万1291フラン(約1億2180万円)を希望価格としたが、オークションにかけられた結果、10万フラン(約1130万円)で落札された。収益はスイス時計文化基金に寄付された。乳製品フリー版の「Venturer Swiss Mad」も50本限定で製造された。
2018年 - 「Swiss Icons Watch」を予告した。この時計には、ブレゲの針、形がロイヤルオーク（オーデマ・ピゲ）になったGMTマスター（ロレックス）のベゼル、ノーチラス（パテック・フィリップ）の文字盤彫刻とブレスレット、IWC風のロゴおよびSCHAFFHAUSENの地名、ジラール・ペルゴのトゥールビヨン用ブリッジ（ただしトゥールビヨン自体はフライング式でブリッジは飾り）、ウブロのラグとネジ、カルティエのリューズ、パネライのダイアルとリューズガードを採用している。収益をスイス時計文化振興にあてるため、限定一本で販売される予定であったが、しかし『メッセージが誤解された』ために取りやめとなった。同年には、『最も黒い物質』であるVantablackを文字盤に用いた「エンデバー・パーペチュアル・ムーン コンセプト」をステンレスとレッドゴールドの各50個限定で発表した。
2019年 - ケースが生きた植物でできた「Moser Nature Watch」を制作し、メイランCEO出演のビデオを公開した。さまざまな植物を用いた試作の結果、ベゼルには多肉植物、苔類、クロタネソウ、エケベリア・ミニマ、ベンケイナズナ、ムラサキツユクサが植えられた。
2020年 - マクシミリアン・ブッサーの時計ブランドMB&Fとのコラボモデル、「Endeavour Cylindrical Tourbillon H. Moser x MB&F」を発表した。シリンダー型ひげゼンマイのフライング・トゥールビヨンを搭載し、MB&Fの「レガシー・マシン」のようなドーム型ガラスと、40度に傾斜させた立体文字盤を採用したモデルで、各色15個限定販売。
2021年 - 「スイス・アルプ・ウォッチ」シリーズの最終モデルとする「Swiss Alp Watch Final Upgrade」を50本限定で発売した。ケースはブラックDLCのステンレス、ダイアルはVantablackで、スモールセコンドが進捗インジケータ（スピニングピンホイール）のデザインになっている。

## コレクション

### 現行
| エンデバー (Endeavour)           | ラウンド型ドレスウォッチ         |
| パイオニア (Pioneer)             | スポーツモデル                   |
| ストリームライナー (Streamliner) | 金属ブレスレットのスポーツモデル |
| ヘリテージ (Heritage)            | 往年のデザインを踏襲             |

### 旧
| ベンチャー (Venturer)                      | スリムベゼル             |
| スイス・アルプ・ウォッチ (Swiss Alp Watch) | スマートウォッチ風       |
| マユ (Mayu)                                | ラウンド型ドレスウォッチ |
| モナード (Monard)                          | ラウンド型ドレスウォッチ |
| ヘンリー (Henry)                           | トノー型ドレスウォッチ   |